# Антоний Генов
Антоний Ангелов Генов е български актьор.

## Биография
Роден е в София на 9 февруари 1950 г. в семейството на Ангел и Лили Генови. Баща му е изтъкнат универсален музикант, дългогодишен солист на Софийската държавна опера. Именно от него Антоний се влюбва в изкуството още като дете. Детските му години минават между София и тогавашното село Генерал Николаево, сега квартал на град Раковски. Баща му е роден и живял там преди да се установи в София. Детската мечта на Антоний е да стане художник и дори кандидатства в Художествената гимназия, но за негово съжаление не е приет, затова той се насочва към актьорската професия.
Завършва ВИТИЗ „Кръстьо Сарафов" през 1974 г. със специалност актьорско майсторство в класа на проф. Надежда Сейкова.
Постъпва на работа в Театър „Сълза и смях“ през 1974 г. По-късно напуска състава на театър, но се завръща през 1979 г. В периода 1978 – 1979 г. играе в Народен театър „Иван Вазов“, където се завръща през 1988 г. Най-успешните му роли са в „Сън в лятна нощ“ от Шекспир, „Чайка“ на А.П. Чехов, „Дон Жуан“ на Молиер, Орце Попйорданов в „Солунските съзаклятници от Георги Данаилов, и др.
В края на 70-те и началото на 80-те години Антоний Генов изиграва емблематични роли, с които той се превръща в любимец на публиката – Панойот Волов в „Записки по българските въстания“, Велизарий във филма „Хан Аспарух“, д-р Банков в „Адаптация“ и много други.
Дублира филми и сериали през кариерата си.
Участва в безброй радиопиеси, тв рецитали и концерти.
Член на СБФД.
В последните години от живота си Антоний страда от тежка депресия.
Умира на 15 декември 2006 г. на 56-годишна възраст.

## Личен живот
До смъртта си е женен за актрисата Нели Монеджикова, с която имат един син – Ангел Генов, който също е актьор.

## Награди и отличия
- Наградата на критиката за ярък дебют за ролята на Панайот Волов във филма Апостолите, Варна (1976).
- Наградата на СБФД за ярък дебют за ролята на Панайот Волов във филма Апостолите, Варна (1976).
- Медал „За заслуги към БНА“ за ролята на Велизарий във филма Хан Аспарух (1982).
- Голямата награда „Златната роза“ за филма Те надделяха (1986).[5]
- Заслужил артист (1987).

## Театрални роли
- „Дон Жуан“ (Молиер) – Дон Жуан
- „В полите на Витоша“ (Пейо Яворов) – Чудомир
- „Око под наем“ (Питър Шафър) – Чарлз
- „Солунските съзаклятници“ (Георги Данаилов) – Орце Попйорданов
- „Сън в лятна нощ“ (Уилям Шекспир)
- „Чайка“ (Антон Чехов)
- „Последните“ (Максим Горки)
- „Без зестра“ (Николай Островски)
- „Дон Жуан или любовта към геометрията“ (Макс Фриш)

## Телевизионен театър
- „Майстори“ (Рачо Стоянов) – Найден
- „Каменният гост“ (1983) (Александър Пушкин)
- „Терасата“ (1983) (Любен Лолов)
- „Сбогом на оръжията“ (1980) (Ърнест Хемингуей) – Фред Хенри
- „Страстната неделя“ (1978) (от Павел Павлов, реж. Павел Павлов) – (като Антони Генов)
- „Изповедта на един клоун“ (1973) (Хайнрих Бьол)
- „Тя и той“ (1972) (Михаил Рошчин)

## Филмография
| Година      | Филми и Сериали                                       | Серии | Копродукции     | Роля                                                      |
| ----------- | ----------------------------------------------------- | ----- | --------------- | --------------------------------------------------------- |
| 2019        | Ханът и империята                                     |       |                 | Велизарий                                                 |
| 2001        | Една нощ                                              |       |                 |                                                           |
| 1999        | Нова приказка за стари вълшебства                     |       |                 | Шарл, разказвачът на приказки                             |
| 1995        | Хищна птица („Bird of Prey“)                          |       | САЩ / България  | лейтенант Димитров                                        |
| 1992        | Куршум за рая                                         |       |                 | турският главатар Имам Ахмед                              |
| 1988        | Черните рамки                                         | 5     |                 | доцент Делирадев, близък приятел на Олга и Кирил          |
| 1988        | Черните рамки                                         | 3     |                 | доцент Делирадев                                          |
| 1986        | Те надделяха                                          |       |                 | Янко                                                      |
| 1985        | Борис I                                               | 2     |                 | Владимир-Расате, син на Борис I                           |
| 1985        | Последният езичник                                    |       |                 | Владимир-Расате, син на Борис I                           |
| 1985        | В навечерието („Накануне“)                            | 2     | СССР / България | Дмитрий Никанорович Инсаров                               |
| 1984        | В името на народа                                     | 8     |                 | нелегалният Стефан                                        |
| 1983        | Зелената шапка                                        |       |                 | актьорът                                                  |
| 1981        | 681 – Величието на хана („681 AD: The Glory of Khan“) |       | САЩ / България  | Велизарий                                                 |
| 1980        | Хан Аспарух                                           | 3     |                 | Велизарий                                                 |
| 1980        | Прозорецът                                            |       |                 | Филип                                                     |
| 1979        | Адаптация                                             | 3     |                 | доктор Владо Банков                                       |
| 1979        | Бедният Лука                                          |       |                 | Никодим, братът на Антон                                  |
| 1977        | Звезди в косите, сълзи в очите                        |       |                 | Калайджиев                                                |
| 1976        | Апостолите                                            | 2     |                 | Панайот Волов                                             |
| 1976 – 1980 | Записки по българските въстания                       | 13    |                 | Панайот Волов (в 8 серии – 6, 7, 8, 9, 10, 11, 12 и 13-а) |
| 1972        | Чертичката                                            |       |                 | ученик-ремсист                                            |

## Дублаж
- „Историята на Исус за деца“, 2006